# Echo (récompense musicale)
Pour les articles homonymes, voir Écho.
Le prix Echo est une récompense musicale allemande, décernée annuellement entre 1992 et 2018 par la Deutsche Phono-Akademie, une association d'industriels du disque, selon le volume de ventes généré l'année précédente. Le design et le nom du prix ont été conçus par Gerd Gebhardt et Oliver Renelt.

## Histoire

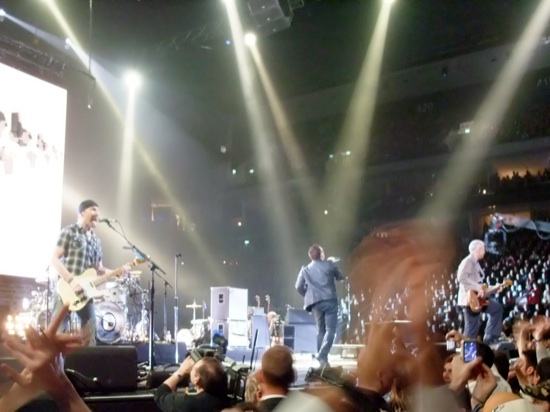
U2 lors de la cérémonie 2009 des Echo.

En 1991, alors qu'il était encore étudiant à la Hochschule für bildende Künste de Hambourg, Oliver Renelt a participé à un appel d'offres de la Deutsche Phono-Akademie. L'appel d'offres portait sur la création d'un prix musical. Renelt crée le nom « Echo », après avoir rejeté « Sirene » et « Resonanz ». Depuis, il fabrique ces trophées dans son atelier pour chaque remise de prix. Le trophée Echo, qui pèse environ deux kilos et demi et mesure 45 centimètres de haut, symbolise cet « écho » de source et d'ondes sonores. Le pied est en bronze, les bandes sont en laiton et la partie intermédiaire ainsi que la sphère sont en acier. L'ensemble du trophée est nickelé.
Le prix Echo est le successeur du Deutscher Schallplattenpreis (litt. « Prix allemand du disque phonographique »). La remise des récompenses Echo se déroule à Berlin et est accompagnées de performances  des artistes sur scène, comme Mariah Carey, Anastacia, Kylie Minogue, Tokio Hotel, Jennifer Lopez, Robbie Williams, Ricky Martin, Rammstein, ou encore Nightwish. Elles ont lieu fin février ou début mars pour la sélection pop, en octobre pour la sélection classique.
Le 25 avril 2018, à la suite de la polémique qui suit la remise du prix aux rappeurs Kollegah et Farid Bang, dont certains textes sont jugés antisémites, et la vague de protestation qui en découle, la Fédération allemande de l'industrie musicale décide de mettre fin à cette récompense.

## Polémiques

### Oomph!
Pour la cérémonie des Echo 2006, une représentation d'Oomph! et du titre Gott ist ein Popstar est initialement prévue. Le groupe est annulé à la dernière minute. RTL annule le concert en ces termes : « Dans le contexte des discussions religieuses internationales actuelles [voir caricatures de Mahomet] et à la lumière d'une responsabilité générale, nous considérons une représentation de la chanson Gott ist ein Popstar avec beaucoup de scepticisme, voire comme impossible à justifier ».

### Frei.Wild
En 2013, le groupe allemand de rock Frei.Wild, déjà nommé, est annulé de l'Echo Pop. Des groupes comme Mia, Kraftklub, Jupiter Jones et Jennifer Rostock avaient critiqué la nomination et menacé d'annuler leur propre participation, car Frei.Wild était accusé de promouvoir des tendances de droite. Frei.Wild avait déjà été nommé en 2010 et son chanteur Philipp Burger y avait été photographié avec la chanteuse de Jennifer Rostock, Jennifer Weist, dans les bras. Lorsque Frei.Wild est nommé pour un Echo en 2014, le groupe refuse de participer. En raison d'une nouvelle nomination en 2016, une discussion a lieu avec le groupe, qui remporte ensuite l'Echo Pop dans la catégorie « Rock alternatif national ». Dans son discours de remerciement, le groupe déclare que les organisateurs avaient « corrigé leurs erreurs ».

### Kollegah et Farid Bang
Avant la remise de l'Echo Pop 2018 à Kollegah et Farid Bang dans la catégorie « Hip-hop/urban national », le Comité international Auschwitz condamne la participation prévue du duo de rap : elle est « une gifle au visage pour tous les survivants de l'Holocauste et un acte honteux pour l'Allemagne » ; en particulier en raison des paroles de la chanson 0815 : Mein Körper definierter als von Auschwitzinsassen (« Mon corps plus défini que par les détenus d'Auschwitz ») et Mache wieder mal ’nen Holocaust, komm’ an mit dem Molotow (« Je fais un autre holocauste, viens, avec le Molotov. »). Le Conseil d'éthique s'était préalablement prononcé contre l'exclusion des chanteurs au nom de la liberté d'expression ; les provocations étant un moyen stylistique commun aux rappeurs. Les linguistes Sven Bloching et Jöran Landschoff se sont penchés sur la question de savoir dans quelle mesure l'antisémitisme joue un rôle dans les textes de JBG 3. Le résultat de leur étude, intitulée Diffamierungen, Humor und Männlichkeitskonstruktionen (français : Diffamations, humour et constructions de la masculinité), est publié dans le Sprachreport 4/2018. Concernant la ligne controversée, ils constatent : « Dans le contexte de cette analyse, la supposition d'un antisémitisme systématique est toutefois loin d'être évidente, étant donné que ces deux lignes se lisent comme des ruptures drastiques de tabous et que la comparaison avec Auschwitz peut être classée dans la catégorie de la diffamation des victimes d'événements historiques en général, et la ligne sur l'Holocauste comme une tentative de représentation d'un recours maximal à la violence cruelle ». 
Lors de la cérémonie du 12 avril 2018, le chanteur Campino déclare que la provocation était un moyen stylistique important ; mais que si celle-ci était misogyne, homophobe, d'extrême droite ou antisémite, une limite était franchie. Par la suite, l'attribution du prix à Kollegah et Farid Bang et leur apparition lors de la remise du prix sont vivement critiquées par de nombreux médias, artistes et politiciens. L'auteur juif Oliver Polak écrit : « C'est la faute de rappeurs comme Kollegah si les jeunes juifs ont peur dans les cours d'école. Et quelqu'un comme ça reçoit un prix - le jour de la commémoration de l'Holocauste. Pourquoi j'ai eu la nausée lors de la remise de l'Echo ». Le délégué à l'antisémitisme du gouvernement fédéral, Felix Klein, déclare que de tels passages étaient inacceptables. Ils « ne blessent pas seulement les survivants de l'Holocauste, mais aussi leurs familles. Cela abuse de la liberté artistique. Il est très problématique que des centaines de milliers de jeunes soient ainsi atteints ». Le ministre des Affaires étrangères Heiko Maas porte un jugement similaire.

## Récompenses

### Meilleur artiste masculin national (allemand)
- 1992 : Herbert Grönemeyer
- 1993 : Marius Müller-Westernhagen
- 1994 : Herbert Grönemeyer
- 1995 : Marius Müller-Westernhagen
- 1996 : Mark'Oh
- 1997 : Peter Maffay
- 1998 : Nana
- 1999 : Marius Müller-Westernhagen
- 2000 : Xavier Naidoo
- 2001 : Ayman
- 2002 : Peter Maffay
- 2003 : Herbert Grönemeyer
- 2004 : Dick Brave (de)
- 2005 : Gentleman
- 2006 : Xavier Naidoo
- 2007 : Roger Cicero
- 2008 : Herbert Grönemeyer
- 2009 : Udo Lindenberg
- 2010 : Xavier Naidoo
- 2011 : David Garrett
- 2012 : Udo Lindenberg
- 2013 : David Garrett
- 2014 : Tim Bendzko
- 2015 : Herbert Grönemeyer
- 2016 : Andreas Bourani
- 2017 : Udo Lindenberg
- 2018 : Mark Forster

### Meilleure artiste féminine nationale (allemande)
- 1992 : Pe Werner
- 1993 : Sandra
- 1994 : DoRo
- 1995 : Marusha
- 1996 : Schwester S.
- 1997 : Blümchen
- 1998 : Sabrina Setlur
- 1999 : Blümchen
- 2000 : Sabrina Setlur
- 2001 : Jeanette
- 2002 : Sarah Connor
- 2003 : Nena
- 2004 : Yvonne Catterfeld
- 2005 : Annett Louisan
- 2006 : Christina Stürmer
- 2007–2008 : LaFee
- 2009 : Stefanie Heinzmann
- 2010 : Cassandra Steen
- 2011 : Lena
- 2012 : Ina Müller
- 2013 : Ivy Quainoo
- 2014 : Ina Müller
- 2015 : Oonagh
- 2016 : Sarah Connor
- 2017 : Ina Müller
- 2018 : Alice Merton

### Meilleur artiste masculin international
- 1992 : Phil Collins
- 1993 : Michael Jackson
- 1994 : Meat Loaf
- 1995 : Bryan Adams
- 1996 : Vangelis
- 1997 : Eros Ramazzotti
- 1998 : Jon Bon Jovi
- 1999 : Eros Ramazzotti
- 2000 : Ricky Martin
- 2001 : Santana
- 2002–2007 : Robbie Williams
- 2008 : James Blunt
- 2009 : Paul Potts

### Meilleur artiste féminin international
- 1992 : Cher
- 1993 : Annie Lennox
- 1994 : Bonnie Tyler
- 1995 : Mariah Carey
- 1996 : Madonna
- 1997 : Alanis Morissette
- 1998 : Toni Braxton
- 1999 : Céline Dion
- 2000 : Cher
- 2001 : Britney Spears
- 2002 : Dido
- 2003 : Shakira
- 2004 : Shania Twain
- 2005 : Anastacia
- 2006 : Madonna
- 2007 : Katie Melua
- 2008 : Nelly Furtado

### Meilleur groupe national (allemand)
- 1992 : Scorpions
- 1993 : Die Prinzen
- 1994 : Die Toten Hosen
- 1995–1996 : Pur
- 1997 : Die Toten Hosen
- 1998 : Tic Tac Toe
- 1999 : Modern Talking
- 2000 : Die Fantastischen Vier
- 2001 : Pur
- 2002 : No Angels
- 2003 : Die Toten Hosen
- 2004 : Pur
- 2005 : Söhne Mannheims
- 2006 : Wir sind Helden
- 2007 : Rosenstolz
- 2008 : Die Fantastischen Vier
- 2009 : Scorpions
- 2010 : Rammstein

### Meilleur groupe international
- 1992 : Queen
- 1993 : Genesis
- 1994 : Ace of Base
- 1995 : Pink Floyd
- 1996 : The Kelly Family
- 1997 : Fugees
- 1998 : Backstreet Boys
- 1999 : Lighthouse Family
- 2000 : Buena Vista Social Club & Ry Cooder
- 2001 : Bon Jovi
- 2002 : Destiny's Child
- 2003 : Red Hot Chili Peppers
- 2004 : Evanescence
- 2005 : Green Day
- 2006 : Coldplay
- 2007 : Red Hot Chili Peppers
- 2008 : Linkin Park

### Single de l'année
- 2005 : O-Zone - Dragostea Din Tei
- 2006 : Madonna - Hung Up
- 2007 : Silbermond - Das Beste
- 2008 : DJ Ötzi feat. Nik P. - Ein Stern (...der deinen Namen trägt)

#### Single de l'année (national)
- 1993 : Snap! - Rhythm is a Dancer
- 1994 : Haddaway - What is Love
- 1995 : Lucilectric - Mädchen
- 1996 : Scatman John - Scatman
- 1997 : Sarah Brightman et Andrea Bocelli - Time to Say Good bye
- 1998 : Tic Tac Toe (de) - Warum
- 1999 : Oli.P - Flugzeuge im Bauch
- 2000 : Lou Bega - Mambo No. 5
- 2001 : Anton feat. DJ Ötzi - Anton aus Tirol
- 2002 : No Angels - Daylight in Your Eyes
- 2003 : Herbert Grönemeyer - Mensch
- 2004 : Deutschland sucht den SuperStar - We Have a Dream
- 2015 : Helene Fischer - Atemlos durch die Nacht

#### Single de l'année (international)
- 2001 : Rednex - The Spirit of the Hawk
- 2002 : Enya - Only Time
- 2003 : Las Ketchup - The Ketchup Song (Asereje),
- 2004 : RZA feat. Xavier Naidoo - Ich kenne nichts

### Album de l'année
- 2008 : Herbert Grönemeyer
- 2014–2015 : Helene Fischer

### Meilleur nouvel artiste (national)
- 1991 : Pe Werner
- 1992 : Die Fantastischen Vier
- 1993 : Illegal 2001 (de)
- 1994 : Six Was Nine (de)
- 1996 : Fettes Brot
- 1997 : Fools Garden
- 1998 : Nana
- 1999 : Xavier Naidoo
- 2000 : Sasha
- 2001 : Ayman
- 2002 : Seeed
- 2003 : Wonderwall
- 2004 : Wir sind Helden
- 2005 : Silbermond
- 2006 : Tokio Hotel
- 2007 : LaFee
- 2008 : Mark Medlock

### Meilleur nouvel artiste (international)
- 1996 : Alanis Morissette
- 1997 : Spice Girls
- 1998 : Hanson
- 1999 : Eagle-Eye Cherry
- 2000 : Bloodhound Gang
- 2001 : Anastacia
- 2002 : Alicia Keys
- 2003 : Avril Lavigne
- 2004 : The Rasmus
- 2005 : Katie Melua
- 2006 : James Blunt
- 2007 : Billy Talent
- 2008 : Mika

### Récompense d'honneur
- 1991 : Udo Lindenberg
- 1992 : Reinhard Mey
- 1993 : Udo Jürgens
- 1994 : James Last
- 1996 : Klaus Doldinger
- 1997 : Frank Farian
- 1998 : Comedian Harmonists
- 1999 : Falco
- 2000 : Hildegard Knef
- 2001 : Fritz Rau (de)
- 2002 : Caterina Valente
- 2003 : Can
- 2004 : Howard Carpendale
- 2005 : Michael Kunze
- 2006 : Peter Kraus
- 2007 : Ralph Siegel
- 2008 : Rolf Zuckowski (de)
- 2009 : Scorpions

## Ecko Hall of Fame
- 2010 : Michael Jackson
- 2011 : Peter Alexander
- 2012 : Whitney Houston
- 2012 : Amy Winehouse
- 2015 : Udo Jürgens
- 2016 : David Bowie